# Caso McDonald v. Cidade de Chicago
McDonald v. Chicago, 561 US 742 (2010), foi um caso histórico de decisão da Suprema Corte dos EUA que concluiu que o direito de um indivíduo de "manter e portar armas", conforme protegido pela Segunda Emenda, é incorporado pela Cláusula de Devido Processo da Décima Quarta Emenda e é, portanto, aplicável contra os Estados. A decisão esclareceu a incerteza deixada na sequência do caso Distrito de Columbia v. Heller (de 2008) quanto ao escopo dos direitos de armas em relação aos Estados.

## Visão geral
Inicialmente, o Tribunal de Apelações do Sétimo Circuito havia mantido um decreto de Chicago proibindo a posse de armas curtas, bem como outros regulamentos de armas que afetam rifles e espingardas, citando Estados Unidos v. Cruikshank (1876), Presser v. Illinois (1886), e Miller v. Texas (1894). A petição para certiorari foi apresentada por Alan Gura, o advogado que argumentou com sucesso sobre Heller, e o advogado da área de Chicago, David G. Sigale. A Second Amendment Foundation e a Illinois State Rifle Association patrocinaram o litígio em nome de vários residentes de Chicago, incluindo o aposentado Otis McDonald.
As alegações orais ocorreram em 2 de março de 2010. Em 28 de junho de 2010, a Suprema Corte, em uma decisão por 5–4, reverteu a decisão do Sétimo Circuito, sustentando que a Segunda Emenda foi incorporada sob a Décima Quarta Emenda, protegendo assim esses direitos da violação por governos estaduais e locais. Em seguida, o caso foi devolvido ao Sétimo Circuito para resolver conflitos entre certas restrições de armas de Chicago e a Segunda Emenda.